# 梁慧恩
梁慧恩（Viann Liang，1980年11月23日—），香港節目主持及演員，社企責任及發展總監，曾經以梁慧嘉作為藝名。

## 簡歷
梁慧恩於2000年畢業於香港理工大學物理治療系，為香港註册物理治療師。 曾於跑馬地某獸醫診所及香港賽馬會作短期獸醫實習；亦於2008年到北京電影學院修讀表演系一年。 Viann是通過路訊通（RoadShow）踏入娛樂圈的，其間不斷主持巴士上播放的不同節目。後來亦參與電影演出，在得閒飲茶中出任女主角，亦在綜合節目擔任司儀工作。 在2004年7月，還推出首張唱片《學聯動感Never End》，以校園兒歌為主。 著作書籍：瘦身攻防，我的寵物窩，及瑜伽瘦身健體；2007年為太陽報寫作專欄：“恩恩向榮”；2009年5月為理工大學物理治療系作客席講師。2009年6月，在麥玲玲節目中透露希望參與推動生態環境和資源保護工作，及稍後會打理有關組裝及維修發電廠的機械工程家族生意。她於2009年9月持續進修，為香港中文大學地球系统科學系碩士硏究生。
2010年初加入匯能集團，一所跨國能源管理公司，成為社企責任及可持續發展總監，同時兼任主持及幕前工作。
2011年9月以優異成績理學碩士畢業並被列入2011年度中文大學社會科學院院長榮譽錄，被邀到科技大學作客席講師。 2012年5月6日與富商二代林忠豪之堂弟林忠澤結婚，同年8月持續進修，為香港中文大學生命科學學院環境科學系哲學博士硏究生，集中研究珊瑚，海洋生態及保育工作。
- 2014 年被邀請擔任低碳營商大使(WWF)
- 2013 年被邀請擔任世界綠世組織 (World Green Organization) 大使;
- 2013 年被邀請擔任護鯊行動:一翅都唔食 (I’m FINished with FINS) 大使;
- 2013 年全港十大時尚專業女性選舉得獎者

## 曾著作書籍
- 瘦身攻防
- 我的寵物窩
- 瑜伽瘦身健體

## 寫作專欄
- 2007 : “恩恩向榮” 太陽報

## 曾參與的演出

### 電台節目主持
- 2013:一圈圈商業電台

### 電視劇
- 2010-2011 : 香港 GoGoGo 飾 高麗麗（亞洲電視）
- 2010 : 火速救兵 - 高溫任務 飾 楊韻蕙（香港電台）

### 電視節目司儀
- 2006 : 第11屆金紫荊電影頒獎典禮
- 2008 : 國慶煙花匯演
- 2009 : 飲食天王頒獎典禮

### 電視節目
- 200?：識多一點點 (香港電台)
- 2006：世界盃攪攪震 （有線電視）
- 2006：勝在營銷 （香港電台）
- 2006：投資本色 （香港電台）
- 2007：醫學神探 （香港電台）
- 2008-2009：馬上全接觸 （香港賽馬會）
- 2008-2009：不一樣的旅遊 （香港電台）
- 2008：為中國加油 （亞洲電視）
- 2008：與浪漫同行 （亞洲電視）
- 2009-2010：亞洲美食100強 （亞洲電視）
- 2009：開心大發現2009 （亞洲電視）
- 2010：闔虎統請 （亞洲電視）
- 2010：多多益膳 （亞洲電視）
- 2010：開心大發現2010 （亞洲電視）
- 2011：愛地球觀察站  (創世電視)
- 2011：多多益膳II （亞洲電視）
- 2011：香港有飯開（亞洲電視）
- 2013：讓世界感動（創世電視）

### 電影
- 《大四喜》
- 《絕世好賓》
- 《得閒飲茶》飾 Karen
- 《打雀英雄傳》
- 《春田花花同學會》飾 清談節目女主持
- 《妃子笑》飾 榮美
- 《魔幻賭船》
- 《半醉人間》
- 《重案黐孖 Gun》
- 《心寒》
- 《黑白森林》
- 《夏之春》
- 《同居密友》

### 動畫配音
- 2009年：喜羊羊與灰太狼之牛氣衝天（粵語版）聲演　紅太狼

### MV演出
- 2004年：蕭正楠《假如我是假的》

## 曾參與廣告雜誌或宣傳片主持的品牌
- 《機電工程署》
- 《子宮頸癌疫苗》
- 《CLINIQUE》
- 《Lenovo》
- 《Watsons》
- 《Nippon Paint》
- 《HOYA》
- 《Samsung》
- 《Ocean Park》
- 《Mr. Juicy》
- 《M&M's》
- 《Hitachi》
- 《IKEA》
- 《IVE》, ... 等等。

## 曾擔任活動司儀的品牌
- 《香港貿易發展局》
- 《RTHK》
- 《MTR》
- 《Christian Dior》
- 《SONY》
- 《Kodak》
- 《Motorola》
- 《PANTENE》
- 《Clarins》
- 《SPCA》
- 《UNICEF》
- 《Shiseido》
- 《Yahoo》
- 《Anna Sui》
- 《Casio》
- 《Lane Crawford》
- 《Intel》
- 《Canon》

## 外部參考
1. ↑  .   [2017-04-26]. （原始内容存档于2017-04-26）.
2. ↑  五月新娘 梁慧恩 （页面存档备份，存于）東周刊

- 《亞洲美食100強》
- 《 不 一 樣 的 旅 遊 》 （页面存档备份，存于）
- 《得閒飲茶 Blog》 （页面存档备份，存于）
- 《恩恩向榮》 （页面存档备份，存于）
- 梁慧恩 Viann）名人投資工廈大王孫新抱元朗賣甜品》 （页面存档备份，存于）
- 梁慧恩 唔怕鬍鬚仔 忽然1周 954期 》 （页面存档备份，存于）